# Ёсидзава, Акихо
Акихо Ёсидзава (яп. 吉沢明歩 Ёсидзава Акихо, род. 3 марта 1984) — японская порноактриса, также снималась в фильмах «пинку эйга», обычных фильмах и ТВ-сериалах. Известна под псевдонимом Акки (яп. あっきー).

## Биография

### Дебют

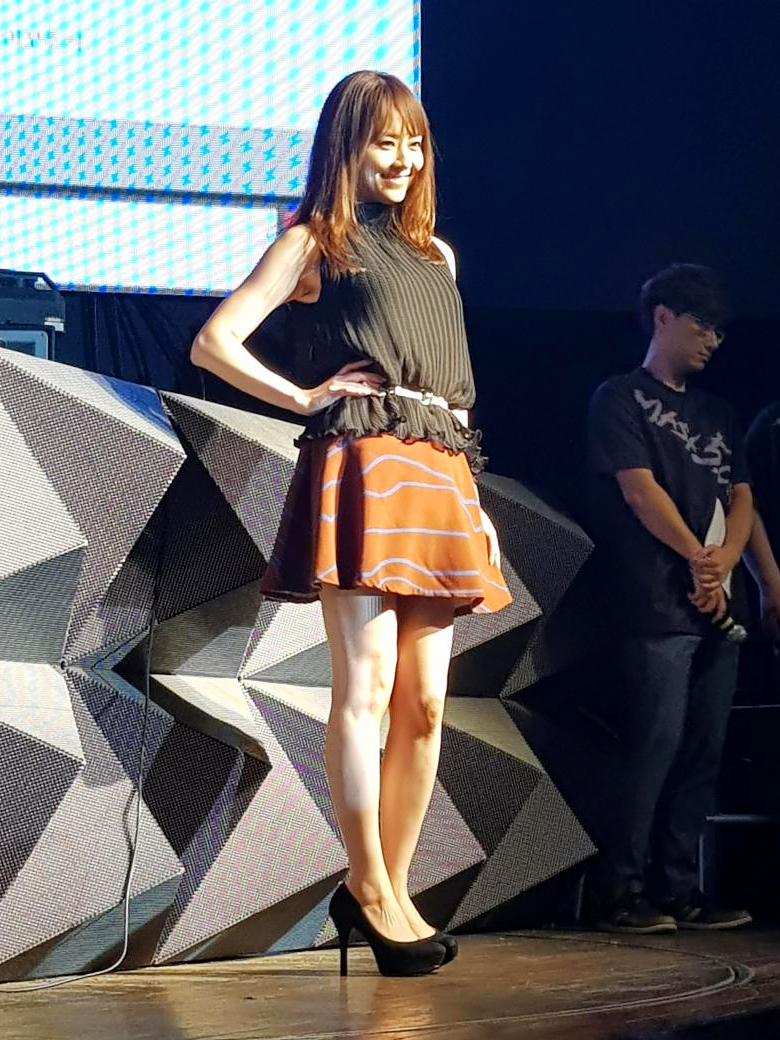
Ёсидзава после встречи с поклонниками, Сеул, Южная Корея, 2017 год

Родилась 3 марта 1984 года в Токио. В 2002 году начала работать гравюр-айдолом для журнала «Young Magazine», принадлежавшего компании «Kodansha» . В феврале 2003 года Ёсидзава позировала для Хироюки Ёсиды, её фотографии были изданы в виде фотокниги, получившей название Акихо (яп. あきほ). Через Акихо Ёсидзава заключила контракт с порностудиями «Alice Japan» и «Max-A». В том же месяце был выпущен её первый порнофильм «Angel». Второй порнофильм Ёсидзавы «18-Teens» был выпущен компанией «Max-A Samansa» в апреле. До середины 2006 года каждый месяц в среднем выходил один фильм с участием Ёсидзавы, в том числе снятый Рокуро Мотидзуки «My Sister Is an AV Idol». В 2003 году Акихо Ёсидзава была номинирована на премию «Best New Actress Award».

### «Пинку эйга» и телевидение
Помимо съёмок в порнофильмах, Ёсидзава снималась также в обычных фильмах, а также фильмах «V-Cinema» и «пинку эйга». Среди фильмов, в которых она снялась, можно выделить снятый в августе 2004 года фильм ужасов «Koibone», который в июне 2005 года вышел на DVD, а также фильм «пинку эйга» «Picture Book of a Beautiful Young Girl: Soaked Uniform», который был выпущен в декабре 2004 года. Также Акихо Ёсидзава снялась в 12-серийной экранизации манги «Jōō» (яп. 嬢王), также в этом сериале сыграла Сола Аой. В 2009 году в качестве приглашённого артиста Ёсидзава снялась в сиквеле этого сериала, получившем название «Jōō Virgin» (яп. 嬢王　Virgin).
В 2005 году Акихо Ёсидзава сыграла в фильме «пинку эйга» «Fascinating Young Hostess: Sexy Thighs», который в 2006 году получил премию «Лучший фильм года», вручаемую «Pink Grand Prix». На той же церемонии Ёсидзава получила третью премию в номинации «лучшая актриса». В интервью Акихо Ёсидзава сказала, что познакомилась с режиссёром Тэцуей Такэхорой на съёмках «V-cinema» фильма «Erotic Fountain» для студии TMC в 2006 году. В 2006 году Ёсидзава получила премию «Pinky Ribbon Awards» в номинации «лучшая актриса».
Вместе с Михиро и Кахо Кацуми, Ёсидзава снялась в видео «English Cram School», на котором актрисы дают уроки английского языка. В декабре 2006 года были выпущены игра и видео для PSP и видео формата Blu-ray для PS3 «All Star Yakyuken Battle», которое представляет собой игру якукэн («камень-ножницы-бумага» на раздевание). Помимо Акихо Ёсидзавы в «All Star Yakyuken Battle» снялись Ан Намба, Кахо Кацуми, Каэдэ Мацусима, Михиро, Ран Асакава, Рэй Амами, Сора Аой и Юа Айда.

### Обычные фильмы

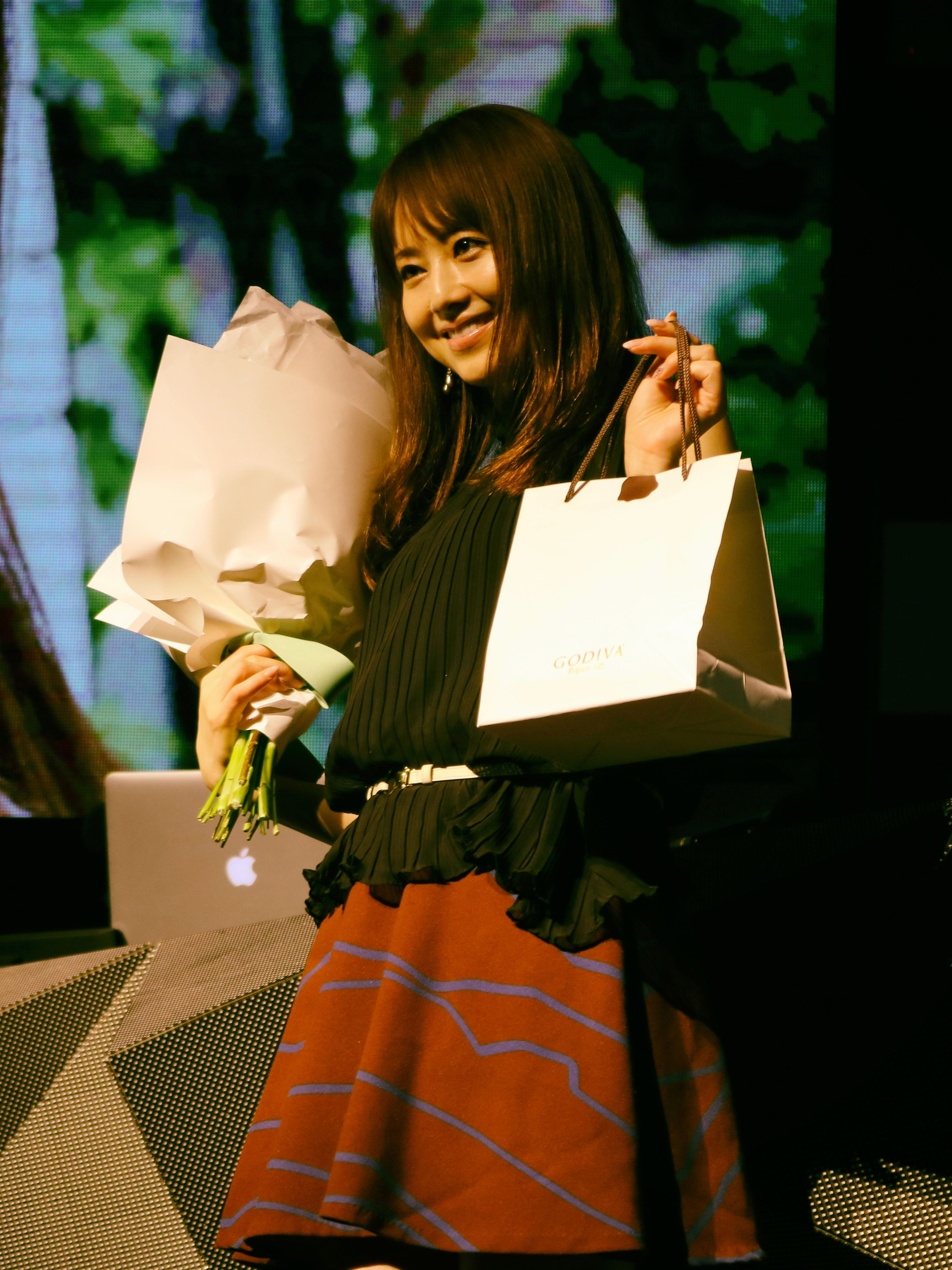

В сентябре 2007 года вышел «V-Cinema» фильм «Lady Ninja Kasumi Vol.4», в котором Ёсидзава исполнила роль женщины-ниндзя. Сюжет фильма был основан на манге Ёдзи Канбаяси и Дзина Хирано.
С апреля 2008 года Акихо Ёсидзава снималась в шоу «Please Muscat» (яп. おねがい マスカット), в котором также снялись Сора Аой, Юма Асами, Михиро и Тина Юдзуки.
Является членом объединения «Ebisu Muscats».
В мае 2008 года Ёсидзава снялась в научно-фантастической комедии «Shin supai gâru daisakusen», где она исполнила роль инопланетянки-соблазнительницы. В сентябре 2008 года Ёсидзава сыграла главную роль в фильме «Hanky-Panky Baby», который посвящён группе молодых людей, пытающихся снять фильм. В ноябре 2008 года он вышел на DVD. В интервью, данном после выхода картины, Акихо Ёсидзава заявила, история её персонажа имеет общие черты с её реальной биографией. Также Ёсидзава сказала, что ей нравится сниматься в обычных фильмах и ТВ-сериалах, но она считает, что работа в порноиндустрии также важна.
В 2015 году Ёсидзава снялась в корейском триллере «Maze: Secret Love».

### Последующая карьера в порно
Ёсидзава продолжала сниматься в порно до 2010 года, среди её фильмов есть 3D-порнофильм «Maxing 3D!». В январе 2011 года Акихо Ёсидзава снялась в ещё одном 3D-порнофильме «3D Evolution — New Dimension».
В 2012 году Ёсидзава заняла третье место в опросе «100 лучших порноактрис всех времён», проведённом компанией «DMM» среди своих клиентов. В феврале 2013 года порнофильм с участием Акихо Ёсидзавы «Masochistic Lascivious Lady Akiho Yoshizawa» получил премию «Best Program Award», вручаемую «Adult Broadcasting Awards».